# 악취 (후한)
악취(樂就, ? ~ 197년)는 중국 후한 말기 남양 태수 원술(袁術)을 섬긴 무장이다.

## 생애
197년, 원술(袁術)이 황제로 자칭하였을 때 여포(呂布)를 공격하였으나, 진등(陳登)과 내통하였던 양봉(楊奉)과 한섬(韓暹)의 배반으로 대패하였다.
그 직후, 진(陳)에 침입한 원술(袁術)을 따라 진왕(陳王) 유총(劉寵)을 토벌하였다. 그러나 조조(曺操)가 직접 원술군 침공을 나서자, 원술은 교유(橋蕤), 이풍(李豊), 양강(梁綱)에게 수춘(壽春)을 맡기고 도주하였고, 악취는 조조군의 군세에 대패하여 교유, 이풍, 양강과 함께 조조의 부장 우금(于禁)에게 죽음을 당하였다.

## 《삼국지연의》에서의 악취
198년, 황제를 자칭한 원술이 여포를 공격할 때 이풍, 양강과 함께 독전관으로 7로군의 연락을 담당했다. 그러나 진규(陳珪) 부자의 계략과 동료 양봉, 한섬의 배반으로 대패했다.
199년 수춘 전투에서 조조의 공격에 맞서 양강, 이풍, 진기(陳紀)와 함께 수춘성을 방어하나 결국 패배하고 사로잡혀 처형당했다.

## 기타
이름이 매우 특이해서 현대에 이르러서는 '냄새 장군'이라는 별명이 붙었다.